# Artemis Racing

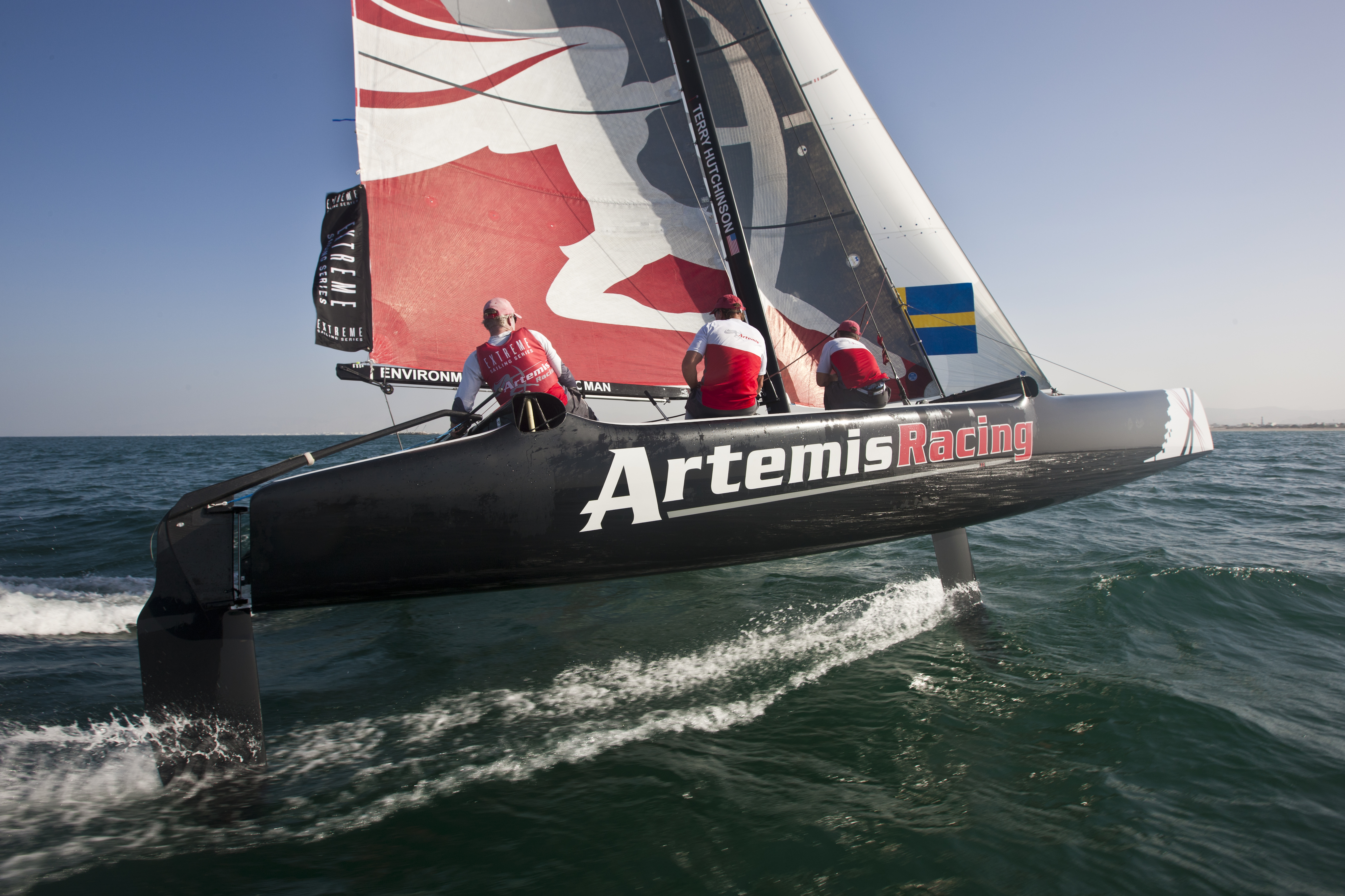

Artemis Racing är en professionell seglingslag som utmanar i den 34:e upplagan av Americas Cup. Artemis Racing tävlar i Americas Cup World Series, Extreme Sailing Series och i RC44 Championship Tour. Artemis Racing representerar Kungliga Svenska Segel Sällskapet (KSSS). 

## Historik
Artemis Racing vann 2007 Audi MedCup och TP52 VM och fick framgångar i RC44 klass. Laget deltog i Louis Vuitton Trophy under 2009-2010, och tillkännagav sedan att de ställer upp i den 34:e Americas Cup. Artemis började tävla i International America's Cup Class med 2009 lanseringen av Louis Vuitton Trophy.
Artemis Racing leds av skepparen Paul Cayard. Sedan Louis Vuitton Trophy har Artemis Racing utökats med seglarna Terry Hutchinson och Kevin Hall som tävlat i entypsklasser och matchracing.
Lagets första deltagande i Louis Vuitton Trophy ägde rum i Nice i Frankrike i november 2009. Senare deltog de även i Auckland i Nya Zeeland i mars 2010, La Maddalena i Italien i maj 2010 och Dubai i november 2010. 
Artemis Racing accepterades som en utmanre inför den 34:e Americas Cup den 1 november 2010 av Golden Gate Yacht Club. 